# Francesco Martino (attore)
Francesco Martino (Roma, 25 ottobre 1981) è un attore italiano.

## Biografia
Si diploma nel 2003 presso l'Accademia Nazionale d'Arte Drammatica Silvio d'Amico di Roma. Prosegue la sua formazione presso l'Ivana Chubbuck Studio di Los Angeles.
Dal 2003 lavora in produzioni cinematografiche e televisive nazionali e internazionali, e prende parte a produzioni dei più importanti teatri stabili italiani. Recita in inglese, francese e italiano.

## Carriera
Debutta in teatro giovanissimo, nel 2003, come protagonista per Luca Ronconi. Negli anni successivi lavora con Massimo Castri, Andrea Adriatico, Claudio Bigagli e svariati registi italiani e internazionali.
Il battesimo in cinema è nel 2003 con Ferzan Ozpetek,  in un piccolo ruolo ne La finestra di fronte. Seguono molti titoli, tra cui nel 2009 Aria di Valerio D'Annunzio, di cui è protagonista insieme a Roberto Herlitzka, e due collaborazioni con Peter Greenaway. Il primo progetto negli Stati Uniti è nel 2012 con Bryan Singer, nella serie internazionale H+. Nel Regno Unito partecipa nel 2017 a Doctor Who; in Danimarca è protagonista di Between Here and Now di Jannik Splidsboel. Nel 2019 recita ne Gli Anni Amari, in cui torna a lavorare con Andrea Adriatico. Nel 2021 è nel cast della serie A Casa Tutti Bene - La Serie, per la regia di Gabriele Muccino, in cui interpreta Manuel. Nel 2023 entra nel cast della serie britannica Hotel Portofino, nel ruolo di Antonio.

## Filmografia

### Cinema
- La finestra di fronte, regia di Ferzan Özpetek (2003)
- Comunque mia, regia di Sabrina Paravicini (2004)
- The Tulse Luper Suitcases, Part 2: Vaux to the Sea, regia di Peter Greenaway (2004)
- Ripopolare la reggia (Peopling the Palaces at Venaria Reale), regia di Peter Greenaway (2007)
- Imago mortis, regia di Stefano Bessoni (2008)
- Visions, regia di Luigi Cecinelli (2009)
- Aria, regia di Valerio D'Annunzio (2009)
- Butterfly zone - Il senso della farfalla, regia di Luciano Capponi (2009)
- Krokodyle, regia di Stefano Bessoni (2010)
- Parking lot, regia di Francesco Gasperoni (2011)
- Between here and now, regia di Jannik Splidsboel (2015)
- Gli anni amari, regia di Andrea Adriatico (2019)

### Televisione
- Un difetto di famiglia, regia di Alberto Simone – film TV (2002)
- Don Gnocchi - L'angelo dei bimbi, regia di Cinzia TH Torrini – miniserie TV (2004)
- Gente di mare – serie TV, episodio 1x02 (2005)
- Distretto di polizia – serie TV, episodio 5x03 (2005)
- La freccia nera, regia di Fabrizio Costa – miniserie TV (2006)
- Noi due, regia di Massimo Coglitore – film TV (2008)
- H+: The Digital Series – serie TV, 9 episodi (2012-2013)
- Una pallottola nel cuore – serie TV, episodio 1x01 (2014)
- Fango e gloria - La Grande Guerra, regia di Leonardo Tiberi – film TV (2014)
- Francesco, regia di Liliana Cavani – miniserie TV (2014)
- Allegiance – serie TV, episodio 1x07 (2015)
- Catturandi - Nel nome del padre – serie TV (2016)
- Doctor Who – serie TV, episodio 10x06 (2017)
- A casa tutti bene - La serie – serie TV, 6 episodi (2021-2022)
- Hotel Portofino – serie TV, 4 episodi (2024)